# Боркі (Злотовський повіт)
Боркі (пол. Borki, нім. Barken) — село в Польщі, у гміні Оконек Злотовського повіту Великопольського воєводства.
Населення — 79 осіб (2011).
У 1975-1998 роках село належало до Пільського воєводства.

## Демографія
Демографічна структура станом на 31 березня 2011 року:
|          | Загалом | Допрацездатний вік | Працездатний вік | Постпрацездатний вік |
| -------- | ------- | ------------------ | ---------------- | -------------------- |
| Чоловіки | 38      | 8                  | 22               | 8                    |
| Жінки    | 41      | 9                  | 24               | 8                    |
| Разом    | 79      | 17                 | 46               | 16                   |